# Oberstenfeld

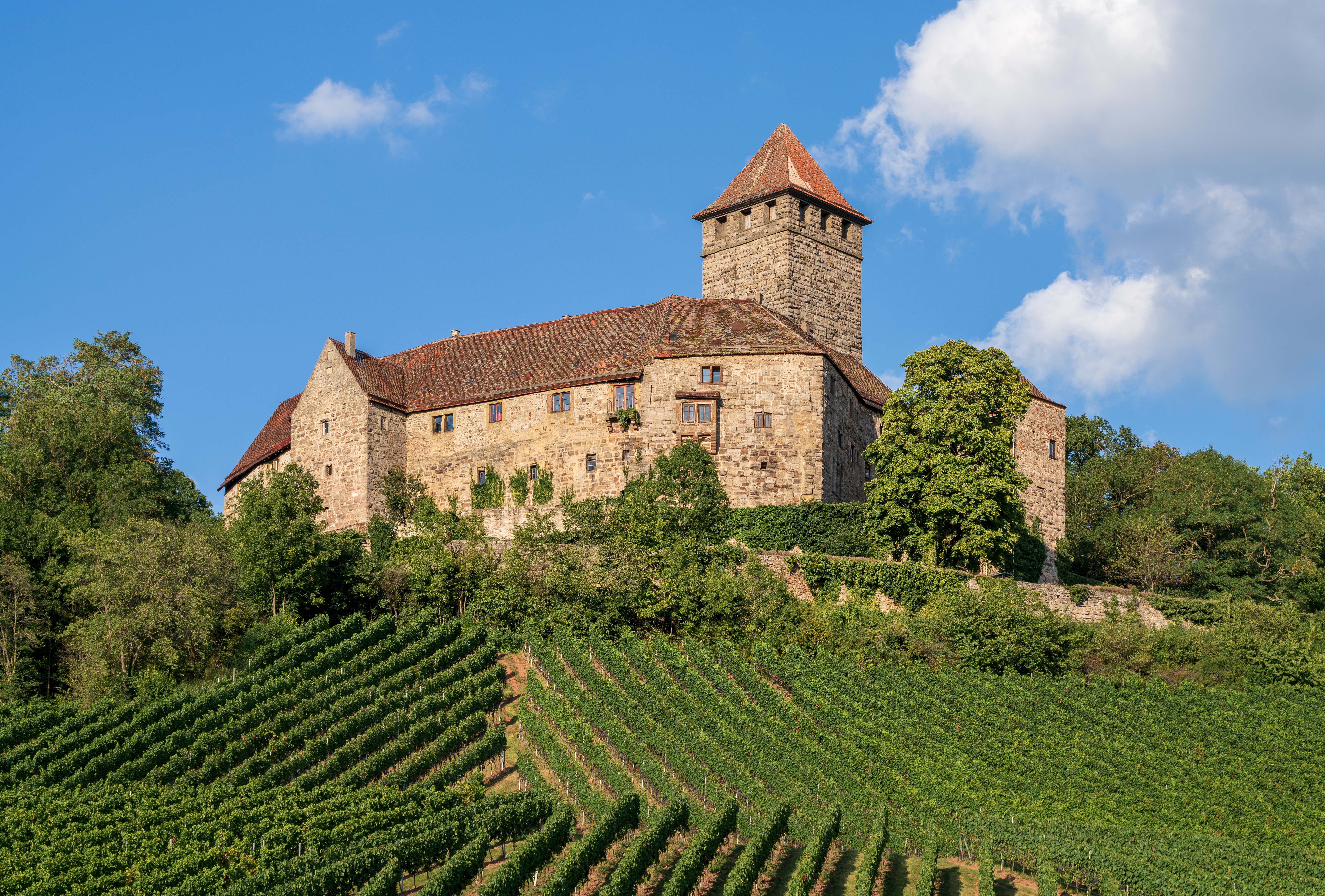
Le Burg Lichtenberg (Oberstenfeld), château de la période de la Maison de Hohenstaufen. Photo septembre 2019.

Oberstenfeld est une commune de Bade-Wurtemberg (Allemagne), située dans l'arrondissement de Louisbourg, dans la région de Stuttgart, dans le district de Stuttgart.